# George Hay, VIII marchese di Tweeddale
George Hay, VIII marchese di Tweeddale (Bonnington, 1º febbraio 1787 – Yester, 10 ottobre 1876), è stato un nobile e ufficiale scozzese.

## Biografia
Era il figlio di George Hay, VII marchese di Tweeddale e di sua moglie, Lady Hannah Charlotte Maitland. Studiò presso la Royal High School di Edimburgo.

## Carriera militare
È stato un ufficiale delle Grenadier Guards nel 1804. È stato aiutante di campo, nella guerra peninsulare, sotto Arthur Wellesley. Ha combattuto nella battaglia del Buçaco, il 27 settembre 1810, e nella battaglia di Vitoria, il 21 giugno 1813.
Inoltre ha prestato servizio nella guerra del 1812 nella battaglia di Niagara nel 1812. Nel 1842 è stato nominato Governatore di Madras e comandante in capo dell'esercito. È stato promosso a feldmaresciallo nel 1875.

## Matrimonio
Sposò, il 28 marzo 1816, Lady Susan Montagu (18 settembre 1797 - 5 marzo 1870), figlia di William Montagu, V duca di Manchester e di sua moglie, Lady Susan Gordon. Ebbero tredici figli:
- Lady Susan (1817-6 maggio 1853), sposò James Broun-Ramsay, I Marchese di Dalhousie, ebbero due figlie;
- Lady Hannah Charlotte (1818-10 novembre 1887), sposò Simon Watson Taylor, ebbero due figlie;
- Lady Louisa Jane (1819-9 settembre 1882), sposò Robert Ramsay, ebbero nove figli;
- Lady Elizabeth (27 settembre 1820-13 agosto 1904), sposò Arthur Wellesley, II duca di Wellington, non ebbero figli;
- Lord George (22 aprile 1822-22 dicembre 1862);
- Lady Millicent (1823-1826);
- Arthur Hay, IX marchese di Tweeddale (9 novembre 1824-29 dicembre 1878);
- William Hay, X marchese di Tweeddale (27 gennaio 1826-25 novembre 1911);
- Lord John (23 agosto 1827-4 maggio 1916), sposò Annie Lambert, ebbero quattro figli;
- Lady Jane (1830-13 dicembre 1920), sposò Sir Richard Taylor, ebbero cinque figli;
- Lady Julia (1831-1915);
- Lord Charles Edward (1833-1912);
- Lord Frederick (1835-1912);
- Lady Emily (1836-4 aprile 1924), sposò Sir Robert Peel, III Baronetto, ebbero un figlio.

## Morte
Morì il 10 ottobre 1876, all'età di 89 anni.